# 阿呆鳥
阿呆鳥（あほうどり）は、福島県いわき市出身のフォークグループ。

## 経歴

### 「信天翁」時代
メンバー三人は福島県立磐城高等学校の同級生（1956年生まれ）。1974年にこの三人とリーダーとなるもう一人の同級生との四人で、前身となるグループ「信天翁」（あほうどり）を結成。この時は、ピーター・ポール&マリー、ジョーン・バエズ、ボブ・ディラン、かぐや姫などのコピーを中心に活動していた。しかし同年、リーダーが水の事故で死去。残された三人のメンバーは同年の暮れにいわき市常磐市民会館で「追悼コンサート」を行い、これを以って「信天翁」は一度解散。

### プロデビュー、解散
その後、菊池は國學院大學、北郷は法政大学、金子は青山学院大学理工学部へそれぞれ進学。1978年の春に三人は再会し、再結成に至る。グループ名は、読みの「あほうどり」はそのままで「信天翁」から「阿呆鳥」に改めた。プロデビューを目指し、色々なコンテストに出場して、10位以内常連にはなるものの優勝は出来なかった。その中で、約800人の客を集めた1974年の追悼コンサートの感覚から、東京で始めるのではなく、地元・いわきから始めて東京へ進出して行こうという方法をとった。コンサートの度に客が増えていき、1980年12月21日には、地元の平市民会館（いわき芸術文化交流館アリオスの前身）で立ち見が出るほどの盛況ぶりになるまでに至った。
そしてプロデビューが決まり、NEWSレコード（Eastレーベル）に所属。1981年8月21日発売のシングル『物語』でデビュー。オリコンチャートで最高38位、8.4万枚のセールスながら、100位以内に18週ランクインするヒットとなった。デビューした1981年の10月から1983年6月まで、オールナイトニッポン（ニッポン放送）のパーソナリティも担当。しかしプロになったことで日々の生活は大きく変わり、様々なプレッシャーも抱くようになった。スタッフとの間にもつれが生じ、各メンバーの気持ちもすれ違うようになっていった。一区切りと考えていた30歳目前、「まったく売れなくなってやめるより、惜しまれながらやめた方がいい」ということで、1986年のファイナルコンサートを最後に解散。行き詰まりからの解散だった。

### 再結成、現在の活動
3人は別々の道を行き、その後菊池はソロ活動に転じて、1996年6月のシングル『あいつとビートルズ』で再デビュー。また、福島中央テレビ『ゴジてれシャトル』『ゴジてれ土曜版』にレギュラー出演。一方ラジオでは、SEA WAVE FMいわき、エフエムきたかたに冠番組を持つ。そして、従来の阿呆鳥のファンクラブをステップアップし「一歩一歩倶楽部」を結成。その事務局を福島県石川郡石川町に「(有)エルフ音楽出版」として設立。
解散から15年経った2001年、三人が再集結し、いわき市文化センターでコンサートを開催。2003年には20か所で阿呆鳥再結成コンサートを行う。そして2011年5月1日にスカイミュージックエンターテイメントより発売されたベストアルバム『こころの架け橋』で全国再デビューを果たす。一方でメンバーは、福島県内でギター教室やボーカル教室を開催しながら活動している。

## メンバー
- 菊池 章夫 （きくち あきお　1956年5月23日[6][9] - ）- ヴォーカル、ギター　愛称「くまさん」[6][10]
影響を受けた歌手は松山千春[10]。
阿呆鳥のスポークスマン担当[11]。
福島県いわき市の湯本地域出身。現在は福島県石川郡石川町に居住[6]。
1991年に帰郷し、いわき市などの会社に勤務。その一方、FMいわきでパーソナリティを担当したことがきっかけとなり、1996年より音楽活動を再開した[7]。
現在はいわき市、郡山市でギターやボーカル教室を主宰しながら、保育園・小学校・中学校・高等学校の講演会や演奏会に出向いている[6]。また、いわき市内の全ての学校や公共施設のトイレの掃除を手掛ける「いわき掃除に学ぶ会」代表世話人・代表幹事を2007年から務めている[6]。
2021年より、福島県耶麻郡西会津町[12]のスタジオ「710 Studio（なないちまる スタジオ）」にて阿呆鳥や菊池の楽曲を演奏した動画が、YouTubeにアップロードされている[13]。
- 北郷 勇一 （きたごう ゆういち　1956年7月30日[3] - ）- ヴォーカル、ベース　愛称「ゆうちゃん」[3][10]
影響を受けた歌手は吉田拓郎、井上陽水[10]。
「阿呆鳥」のリーダーを務めており[1]、グループ全体のマネジメントも担当していた[11]。
- 金子 透 （かねこ とおる　1956年9月14日[3] - ）- ヴォーカル、ギター、マンドリン　愛称「とおる（ちゃん）」[3][10]
影響を受けた歌手はかぐや姫[10]。
阿呆鳥のステージディレクター担当[11]。
いわき市の小名浜地域出身[2]。
1986年解散後はいわきに戻り、建設業や品質管理、イベント企画などの仕事をしていた[2][1]。かつて阿呆鳥ファンクラブの電話番をしていた森川由加里の曲『SHOW ME』を仕事中にラジオで聴いて、ミュージシャンだった我に返り、その後は音楽に係わる仕事もするようになった[2]。現在は福島県いわき市草木台にて、ラッセン絵画専門のアートショップ「マリンアート・ラッセン」を経営している[1]。また、土・日曜日は自宅でラッセンのギャラリーを開いている[2]。

## ディスコグラフィー

### 「阿呆鳥」として

#### シングル
| #                           | 発売日             | タイトル           | B面                | 規格               | 規格品番           | オリコン最高位     |
| ミュージックギルド          | ミュージックギルド | ミュージックギルド | ミュージックギルド | ミュージックギルド | ミュージックギルド | ミュージックギルド |
| --------------------------- | ------------------ | ------------------ | ------------------ | ------------------ | ------------------ | ------------------ |
|                             | 1979年             | 物語               | 人生は……           | EP                 | NCS-1287           |                    |
| NEWSレコード / Eastレーベル |                    |                    |                    |                    |                    |                    |
| 1st                         | 1981年8月21日      | 物語               | 二人道             | EP                 | 7E-0005            | 38位               |
| 2nd                         | 1982年2月21日      | ふるさとは今       | たゞそれだけ       | EP                 | 7E-0008            | 64位               |
| 3rd                         | 1982年9月21日      | 想い出絵巻         | 悲恋               | EP                 | 7E-0012            | 圏外               |
| 4th                         | 1983年5月21日      | 夢めぐり           | 私小説             | EP                 | 7E-0017            | 圏外               |
| 5th                         | 1983年9月21日      | 愛した分だけ       | 窓越しに東京       | EP                 | 7E-0021            | 圏外               |

#### オリジナルアルバム
|                             | 発売日                      | タイトル                      | 規格                        | 規格品番                    |                             |
| NEWSレコード / Eastレーベル | NEWSレコード / Eastレーベル | NEWSレコード / Eastレーベル   | NEWSレコード / Eastレーベル | NEWSレコード / Eastレーベル | NEWSレコード / Eastレーベル |
| --------------------------- | --------------------------- | ----------------------------- | --------------------------- | --------------------------- | --------------------------- |
| 1st                         | 1981年10月21日              | 阿呆鳥Ⅰ〜ドラマチック         | LP                          | N28E-0006                   |                             |
| 2nd                         | 1982年4月21日               | 阿呆鳥Ⅱ〜壁にかけた地図       | LP                          | N28E-0009                   |                             |
| 3rd                         | 1982年12月21日              | 阿呆鳥Ⅲ〜通りすぎた街         | LP                          | N28E-0014                   |                             |
| 4th                         | 1983年9月21日               | 阿呆鳥Ⅳ〜パブリックレストラン | LP                          | N28E-0019                   |                             |

##### トラック一覧
- 阿呆鳥Ⅰ〜ドラマチック（1981年10月21日）

1. 故郷へ
  - 作詞：菊池章夫／作曲：北郷勇一／編曲：瀬尾一三
2. 二人道
  - 作詞：菊池章夫／作曲：北郷勇一／編曲：矢野立美
3. コスモ・セーリング
  - 作詞：菊池章夫／作曲：北郷勇一／編曲：瀬尾一三
4. 物語 ―ドラマチック―
  - 作詞：菊池章夫／作曲：北郷勇一／編曲：矢野立美
5. 愛が通りすぎて
  - 作詞：菊池章夫／作曲：北郷勇一／編曲：矢野立美
6. 自由は見えず
  - 作詞：菊池章夫／作曲：北郷勇一／編曲：矢野立美
7. Yによせて
  - 作詞：菊池章夫／作曲：北郷勇一／編曲：瀬尾一三
8. こんな僕だから
  - 作詞：菊池章夫／作曲：北郷勇一／編曲：瀬尾一三
9. 涙葉
  - 作詞：菊池章夫／作曲：北郷勇一／編曲：矢野立美
10. 心をひらいて
  - 作詞：菊池章夫／作曲：北郷勇一／編曲：矢野立美
11. 一億の中の一人 <Bonus Track>
  - 作詞：菊池章夫／作曲：北郷勇一／編曲：星寿紀
12. 黒珈琲（ブラックコーヒー） <Bonus Track>
  - 作詞：菊池章夫／作曲：北郷勇一／補作詞曲：菊池章夫／編曲：金子透／編曲：星寿紀
13. 翔べ限りない夢へ <Bonus Track>
  - 作詞：菊池章夫／作曲：北郷勇一／編曲：星寿紀

- 阿呆鳥Ⅱ〜壁にかけた地図 （1982年4月21日）

1. 黄昏の狩人
  - 作詞：菊池章夫／作曲：北郷勇一／編曲：安田裕美
2. 紫陽花の頃
  - 作詞：菊池章夫／作曲：北郷勇一／編曲：瀬尾一三
3. 夢追い人
  - 作詞：菊池章夫／作曲：北郷勇一／編曲：安田裕美
4. そして少女は
  - 作詞：菊池章夫／作曲：北郷勇一／編曲：瀬尾一三
5. 徒然話
  - 作詞：菊池章夫／作曲：北郷勇一／編曲：松井忠重
6. ふるさとは今
  - 作詞：菊池章夫／作曲：北郷勇一／編曲：安田裕美
7. すてきな片想い
  - 作詞：菊池章夫／作曲：北郷勇一／編曲：安田裕美
8. 大っきな空
  - 作詞：菊池章夫／作曲：北郷勇一／編曲：安田裕美
9. エアポート
  - 作詞：菊池章夫／作曲：北郷勇一／編曲：瀬尾一三
10. 人生は……
  - 作詞：菊池章夫／作曲：北郷勇一／編曲：瀬尾一三
11. たゞそれだけ <Bonus Track>
  - 作詞：菊池章夫／作曲：北郷勇一／編曲：松井忠重

- 阿呆鳥Ⅲ〜通りすぎた街 （1982年12月21日）

1. あの日のままで
  - 作詞：菊池章夫／作曲：北郷勇一／編曲：安田裕美
2. 青春の街並み
  - 作詞：菊池章夫／作曲：北郷勇一／編曲：瀬尾一三
3. 掌（てのひら）
  - 作詞：菊池章夫／作曲：北郷勇一／編曲：松井忠重
4. もう一つの童話
  - 作詞：菊池章夫／作曲：北郷勇一／編曲：安田裕美
5. ビバルディーに恋して
  - 作詞：菊池章夫／作曲：北郷勇一／編曲：松井忠重
6. 想い出絵巻 ～アルバムバージョン～
  - 作詞：菊池章夫／作曲：北郷勇一／編曲：松井忠重
7. 今この時に乾杯
  - 作詞：菊池章夫／作曲：北郷勇一／編曲：瀬尾一三
8. ボロボロスニーカー
  - 作詞：菊池章夫／作曲：北郷勇一／編曲：安田裕美
9. 時計
  - 作詞：菊池章夫／作曲：北郷勇一／編曲：瀬尾一三
10. 歩き続けて
  - 作詞：菊池章夫／作曲：北郷勇一／編曲：松井忠重
11. 悲恋 <Bonus Track>
  - 作詞：菊池章夫／作曲：北郷勇一／編曲：瀬尾一三
12. 想い出絵巻 ～シングルバージョン～ <Bonus Track>
  - 作詞：菊池章夫／作曲：北郷勇一／編曲：瀬尾一三

- 阿呆鳥Ⅳ〜パブリックレストラン （1983年9月21日）

1. 愛した分だけ
  - 作詞：金子透／作詞：菊池章夫／作曲：北郷勇一／編曲：川村栄二
2. よ・う・こ
  - 作詞：北郷勇一／作詞：遠藤幸三／作曲：北郷勇一／編曲：川村栄二
3. カーネーション
  - 作詞：北郷勇一／作曲：北郷勇一／編曲：松井忠重
4. しあわせ芝居
  - 作詞：菊池章夫／作曲：北郷勇一／編曲：川村栄二
5. いつからか
  - 作詞：菊池章夫／作曲：清須邦義／編曲：梅垣達志
6. リバイバル
  - 作詞：北郷勇一／作詞：菊池章夫／作曲：北郷勇一／編曲：松井忠重
7. 紙飛行機のラブレター
  - 作詞：菊池章夫／作曲：北郷勇一／編曲：梅垣達志
8. 想い出のリッカーミシン
  - 作詞：菊池章夫／作曲：菊池章夫／編曲：安田裕美
9. あいつとビートルズ
  - 作詞：北郷勇一／作詞：菊池章夫／作曲：北郷勇一／編曲：川村栄二
10. 夢めぐり ～アルバムバージョン～
  - 作詞：菊池章夫／作曲：北郷勇一／編曲：松井忠重
11. 窓越しに東京 <Bonus Track>
  - 作詞：菊池章夫／作曲：北郷勇一／編曲：川村栄二
12. 私小説 <Bonus Track>
  - 作詞：菊池章夫／作曲：北郷勇一／編曲：安田裕美
13. 夢めぐり ～シングルバージョン～ <Bonus Track>
  - 作詞：菊池章夫／作曲：北郷勇一／編曲：安田裕美

#### コンピレーションアルバム
|                | 発売日         | タイトル                                                       | 規格           | 規格品番       |                |
| エルフ音楽出版 | エルフ音楽出版 | エルフ音楽出版                                                 | エルフ音楽出版 | エルフ音楽出版 | エルフ音楽出版 |
| -------------- | -------------- | -------------------------------------------------------------- | -------------- | -------------- | -------------- |
| 1st            | 2005年         | 阿呆鳥I ドラマチック2005                                       | CD             |                |                |
| 2nd            | 2006年         | 阿呆鳥I 翔べ 限りない夢へ2006 & 阿呆鳥II 壁にかけた地図        | CD             |                |                |
| 3rd            | 2006年         | 阿呆鳥III 通り過ぎた街2006 & 阿呆鳥IV パブリックレストラン2006 | CD             |                |                |

#### ベストアルバム
|                | 発売日         | タイトル         | 規格           | 規格品番       |                |
| エルフ音楽出版 | エルフ音楽出版 | エルフ音楽出版   | エルフ音楽出版 | エルフ音楽出版 | エルフ音楽出版 |
| -------------- | -------------- | ---------------- | -------------- | -------------- | -------------- |
| 1st            | 2016年8月1日   | 阿呆鳥ベスト2016 | CD             | ELCD-2016      |                |

#### タイアップ一覧
| 曲名         | タイアップ                                                         | 収録作品                 |
| ------------ | ------------------------------------------------------------------ | ------------------------ |
| 愛した分だけ | TBS系日曜ファミリー・ドラマ『少女が大人になる時 その細き道』主題歌 | シングル「愛した分だけ」 |

### 「菊池章夫」として

#### シングル
| #        | 発売日        | タイトル           | B面              | 規格     | 規格品番 | オリコン最高位 |
| スバック | スバック      | スバック           | スバック         | スバック | スバック | スバック       |
| -------- | ------------- | ------------------ | ---------------- | -------- | -------- | -------------- |
| 1st      | 1996年6月21日 | あいつとビートルズ | もうひとつの物語 | 8cmCD    | SVDA-20  | 圏外           |

#### オリジナルアルバム
|                | 発売日         | タイトル                          | 規格           | 規格品番       |                |
| エルフ音楽出版 | エルフ音楽出版 | エルフ音楽出版                    | エルフ音楽出版 | エルフ音楽出版 | エルフ音楽出版 |
| -------------- | -------------- | --------------------------------- | -------------- | -------------- | -------------- |
| 1st            | 2012年10月20日 | 君を抱きしめて…                   | CD             | ELCD-2012      |                |
| 2nd            | 2014年4月13日  | 未来の子供たちの輝く笑顔のために… | CD             | ELCD-2014      |                |
| 3rd            | 2015年6月28日  | ぱっちわ〜く                      | CD             | ELCD-2015      |                |

#### コラボレーションアルバム
| 名義             | 発売日         | タイトル                | 規格           | 規格品番       |                |
| エルフ音楽出版   | エルフ音楽出版 | エルフ音楽出版          | エルフ音楽出版 | エルフ音楽出版 | エルフ音楽出版 |
| ---------------- | -------------- | ----------------------- | -------------- | -------------- | -------------- |
| 菊池章夫・金子透 | 2011年5月1日   | Get Over 〜越えてゆく〜 | CD             | ELCD-2009      |                |

#### ベストアルバム
|                                      | 発売日                               | タイトル                             | 規格                                 | 規格品番                             |                                      |
| スカイミュージックエンターテイメント | スカイミュージックエンターテイメント | スカイミュージックエンターテイメント | スカイミュージックエンターテイメント | スカイミュージックエンターテイメント | スカイミュージックエンターテイメント |
| ------------------------------------ | ------------------------------------ | ------------------------------------ | ------------------------------------ | ------------------------------------ | ------------------------------------ |
| 1st                                  | 2011年5月1日                         | こころの架け橋                       | CD                                   | SYCL-00001                           |                                      |
| エルフ音楽出版                       |                                      |                                      |                                      |                                      |                                      |
| 2nd                                  | 2019年10月12日                       | 菊池章夫ベスト2019                   | CD                                   | ELCD-2019                            |                                      |

##### トラック一覧
- こころの架け橋 （2011年5月1日　スカイミュージックエンターテイメント）

1. 生命の酒（）
2. ムジナ君とドナルド君
3. しみじみと…
4. あなたには聞こえる
5. 美しき者達へ
6. さびしさとして…しあわせとして…（嫁ぐ日に）
7. プロポーズ
8. 大いなる青春
9. ひまわり
10. 半世紀に乾杯
11. 青春譜　※石川町さくらイメージソング

#### タイアップ一覧
| 曲名                   | タイアップ                           | 収録作品                    |
| ---------------------- | ------------------------------------ | --------------------------- |
| 青春譜                 | 石川町さくらイメージソング           | アルバム『君を抱きしめて…』 |
| 本気の詩               | みなとスポ少応援歌                   | アルバム『君を抱きしめて…』 |
| 速い・美味い・安くない | 酒蔵鮭応援歌                         | アルバム『君を抱きしめて…』 |
| み〜つけた生きがい     | 古殿町仙石福寿会ハーモニカ倶楽部の歌 | アルバム『君を抱きしめて…』 |
| 約束                   | 岩代町旭中学校閉校記念歌             | アルバム『君を抱きしめて…』 |
| うるわしき心           | 明徳館幼稚園賛歌                     | アルバム『君を抱きしめて…』 |
| OH・サンシャイン       | いわき市復興ソング                   | アルバム『君を抱きしめて…』 |

## 出演

### ラジオ

#### 「阿呆鳥」として
- 阿呆鳥のほっかほか瓦版（ラジオ福島）
- 阿呆鳥のオールナイトニッポン（ニッポン放送、1981年10月 - 1983年6月）[9]
- ジャンボリクエストAMO（TBCラジオ、1984年 - 1987年）[9]

#### 「菊池章夫」として
- 菊池章夫のおもいっきり変なラジオ[15]（2003年8月～、エフエムきたかた）
毎週火曜日 20:00～21:00。
- きくちあきおのIt's a KumaKuma タイム[16] → きくちあきおの人生　喜怒哀楽[17]（SEA WAVE FMいわき）
毎週金曜日 20:00～21:00。再放送は、毎週金曜日 24:00～25:00（土曜日　0:00～1:00）。

### テレビ
※いずれも菊池のみ出演。
- ゴジてれシャトル（福島中央テレビ）
- ゴジてれ土曜版（1997年4月～2002年4月[6]、福島中央テレビ）